# Курудіол
Курудіол (рум. Curughiol, тур. Kurugöl) — солоний лиман, що входить до Тузловської групи лиманів. Знаходиться між лиманами Алібей і Бурнас.
Входить до складу Національного природного парку «Тузловські лимани».